# La Géante dans la barque de pierre

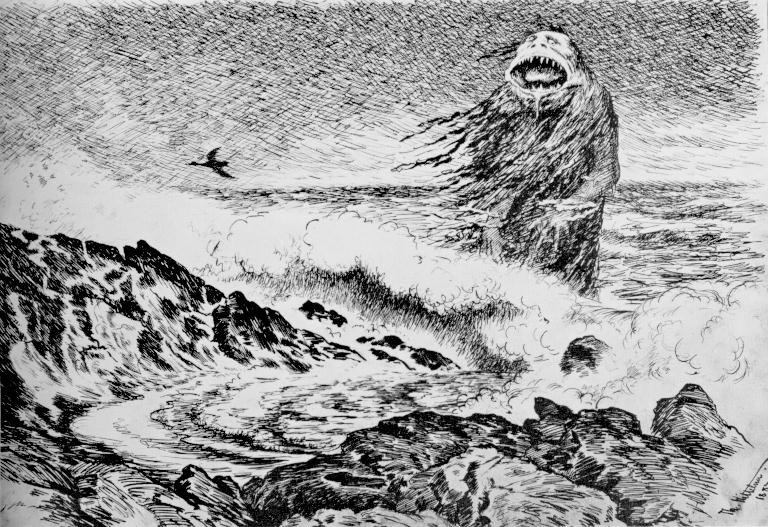
Troll marin, par Theodor Kittelsen

La Géante dans la barque de pierre (en islandais : Skessan á steinnökkvanum) est un conte islandais traditionnel recueilli à Reykjavik par Jón Árnason (1819-1888) et figurant dans sa compilation, Íslenzkar þjóðsögur og æfintýri.
Il a été inclus par le poète et romancier écossais Andrew Lang dans son recueil The Yellow Fairy Book (1894), sous le titre The Witch in the Stone Boat. En France, le nom du conte a été repris par l'éditeur José Corti pour intituler un recueil de contes islandais sélectionnés parmi ceux d'Árnason (voir Bibliographie).
Le conte est rapproché du conte-type AT 403A (La Fiancée blanche et la fiancée noire, variante Les Souhaits).

## Résumé

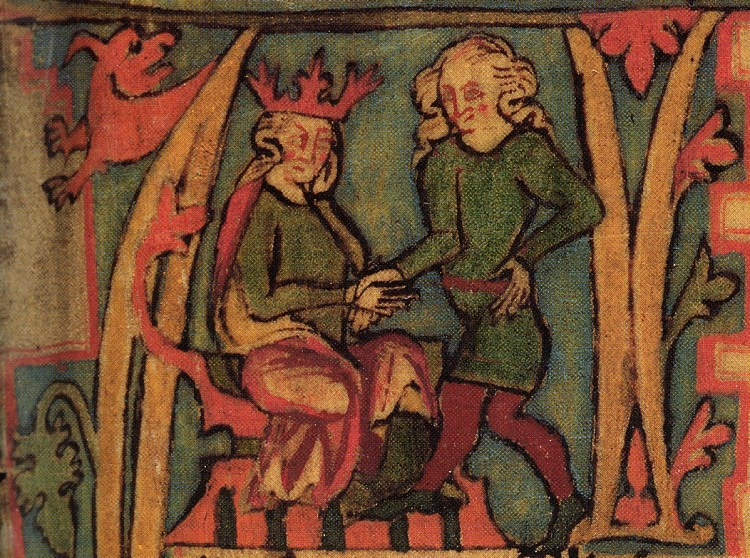
Harald reçoit le royaume des mains de son père (Flateyjarbók, manuscrit islandais)

Un roi et une reine ont un fils, Sigurður, beau, fort et adroit. Lorsqu'il est en âge de se marier, son père lui indique un roi étranger, père d'une fille charmante qui serait un bon parti, et Sigurður part à sa rencontre. Arrivé auprès du roi étranger, il lui demande la main de sa fille, qui lui est accordée à condition qu'il séjourne aussi longtemps que possible sur place, car le roi, vieux et malade, n'est plus vraiment en état de gouverner. Le jeune homme accepte, mais demande à pouvoir rentrer dans son pays lorsqu'il apprendra la mort de son propre père. Les noces sont célébrées, et bientôt de cette union naît un fils.

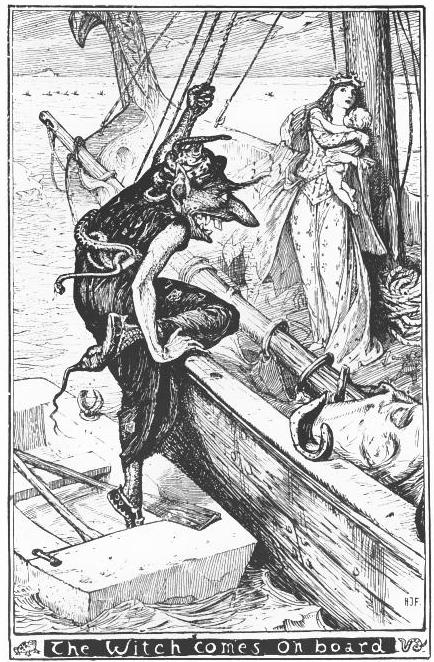
La sorcière monte à bord (illustr. H.J.Ford pour The Yellow Fairy Book)

Alors que l'enfant est dans sa deuxième année, Sigurður apprend la mort de son père et embarque avec sa femme et son fils pour retourner chez lui. Au bout de quelques jours, le vent tombe et le navire demeure encalminé. Tandis que Sigurður dort, la reine, demeurée sur le pont avec son fils, voir approcher une barque, qui se révèle bientôt être de pierre et occupée par une horrible femme troll, qui monte à bord. Elle lui arrache ses vêtements et les revêt, lui enlève l'enfant et met la reine dans la barque en lui jetant un sort, pour que jamais sa course ne s'arrête avant qu'elle n'arrive chez le frère de la femme troll, dans le monde souterrain.
La femme troll prend la place de la reine, abusant le roi par son apparence, et lui parle durement. Sigurður, bien que surpris du changement d'attitude de sa femme, jusque-là douce et calme, ne détecte pas la supercherie, obéit à ses ordres et fait mettre la voile vers son pays, le vent s'étant remis à souffler, et le navire aborde. Cependant l'enfant ne cesse de crier et il faut lui trouver une nourrice, une femme de la cour qui parvient à l'apaiser. La vie se poursuit même si le roi trouve son épouse bien changée.
Un jour, deux jeunes gens, joueurs d'échecs qui fréquentaient la cour, sont logés dans une chambre attenante à celle de la reine et l'épient par une fente du mur. Ils l'entendent déclarer : « Lorsque je bâille un peu, je suis une petite demoiselle ; lorsque je bâille davantage, je suis à moitié troll ; lorsque je bâille pleinement, je suis tout à fait troll ». Ce disant, elle bâille, se transforme en troll, et un géant à trois têtes – son frère – surgit dans la chambre, déposant une énorme assiette pleine de viande devant sa sœur qui l'avale goulûment. Puis il disparaît et la fausse reine reprend forme humaine.

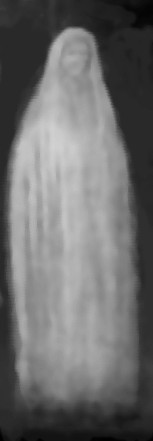
« Elle dit tristement : Deux sont passés, il n'en reste qu'un. »

Quelque temps plus tard, une très belle femme vêtue uniquement de sous-vêtements en lin blanc apparaît devant la nourrice. Elle porte une ceinture de fer reliée à une chaîne qui s'enfonce sous terre. Elle embrasse l'enfant, puis le rend à la nourrice, et redisparaît par le plancher. Elle revient le lendemain, tout se passe de la même façon, mais avant de disparaître elle dit tristement : « Deux sont passés, il n'en reste qu'un ». La nourrice, effrayée, va alors raconter l'aventure au roi. Celui-ci s'installe le lendemain dans la chambre, l'épée à la main. La dame apparaît, le roi reconnaît sa femme et tranche la chaîne, ce qui provoque un terrible grondement sous terre mais libère la reine de l'enchantement. Ils s'embrassent et la reine raconte au roi comment la femme troll l'a placée dans la barque, comment elle a traversé une sorte d'obscurité avant de se retrouver chez un troll à trois têtes qui a voulu coucher avec elle. Le troll l'avait enfermée dans une pièce en la menaçant de l'y laisser à jamais à moins qu'elle ne lui cède. Elle avait alors imaginé de lui faire croire qu'elle lui obéirait, si seulement elle pouvait voir son fils trois jours de suite, pensant que cela lui fournirait un moyen pour qu'on lui vienne en aide. Le troll avait accepté, mais lui avait attaché la chaîne à la ceinture afin qu'elle ne puisse s'échapper. Lorsque Sigurður avait tranché la chaîne, le troll, qui habitait sous la ville, était tombé dans un gouffre, et c'est son agonie qui avait provoqué le terrible grondement.
Le roi Sigurður comprend alors pourquoi sa fausse épouse était devenue si acariâtre : il la fait lapider, puis écarteler par des chevaux sauvages ; les jeunes gens racontent enfin ce qu'ils ont vu, ce qu'ils n'avaient pas osé faire plus tôt. Le roi marie la nourrice à un homme de haut rang, et le bonheur revient à la cour.

## Le thème de la barque de pierre
Dans son roman historico-parodique L'Île des Pingouins, Anatole France fait voyager Saint Maël dans une auge de pierre « qui nageait comme une barque sur les eaux », . Il évoque à ce sujet diverses légendes celtes concernant des saints évangélisateurs (dont Saint Colomban) qui auraient utilisé ce moyen de transport. Dans le roman, l'auge sera gréée par le Diable qui a pris les traits d'un religieux.
Alexandra David-Néel mentionne cette référence dans son récit Au cœur des Himalayas, consacré au Népal, et établit un parallèle avec une légende locale : Bhimsen, un des héros du Mahabharata, canote sur un lac dans un canot en pierre.
Le motif de la barque de pierre est codifié F.841.1.1 dans l'Index des Motifs de Stith Thompson, qui l'a relevé également dans les traditions irlandaise, indienne et amérindienne.